# Dorothée Normand-Cyrot
Dorothée Normand-Cyrot é uma matemática e teórica de controle francesa, conhecida por seu trabalho em sistemas de controle não-lineares de tempo discreto.

## Formação e carreira
Quando adolescente, ingressando no sistema universitário francês em 1971, Normand-Cyrot descobriu que as grandes écoles estavam fechadas para ela porque era mulher; em vez disso, ela foi para uma universidade inferior para estudar matemática. Seus mentores incluíram a algebrista Andrée Ehresmann e, alguns anos depois, o teórico de controle Michel Fliess.
Normand-Cyrot trabalhou por dois anos para a Électricité de France, obteve o doctorat de spécialité em matemática em 1978 na Universidade Paris VII (Université Paris VII - Denis Diderot), tornou-se pesquisadora do Centre national de la recherche scientifique (CNRS) em 1981, e obteve um doutorado (doctorat d'État) em 1983 na Universidade Paris-Sul. Tornou-se diretora de pesquisa do CNRS em 1991 e foi postada pelo CNRS no Laboratoire des signaux et systèmes da Universidade Paris-Saclay.

## Reconhecimento
Normand-Cyrot foi eleita fellow do Instituto de Engenheiros Eletricistas e Eletrônicos (IEEE Fellow) em 2005, "for contributions to discrete-time and digital nonlinear control systems".